# 諾布爾鎮區 (印地安納州沃巴什縣)
諾布爾鎮區（英語：Noble Township）是位於美國印地安納州沃巴什縣的一個行政鎮區。

## 地方資料
根據2010年美國人口普查的數據，諾布爾鎮區的面積為213.40平方千米，當中陸地面積為212.10平方千米，而水域面積為1.30平方千米。當地共有人口14230人，而人口密度為每平方千米66.68人。